# Кошань
Кошань, Кошані (рум. Coșani) — село у повіті Вилча в Румунії. Входить до складу комуни Фринчешть.
Село розташоване на відстані 163 км на північний захід від Бухареста, 18 км на південний захід від Римніку-Вилчі, 81 км на північ від Крайови, 132 км на південний захід від Брашова.

## Населення
За даними перепису населення 2002 року у селі проживали 1559 осіб, з них 1556 осіб (99,8%) румунів. Рідною мовою 1556 осіб (99,8%) назвали румунську.